# Cajola (isola)
Cajola o Caiola (in croato: Galijula) è uno scoglio disabitato delle isole di Pelagosa, che fanno parte dell'arcipelago di Lissa, si trova nel mare Adriatico e appartiene alla Croazia. Amministrativamente appartiene al comune di Comisa, nella regione spalatino-dalmata.
Cajola dista 3 M da Pelagosa (a est-sud-est) ed è il punto più meridionale della Croazia; ha un'area di 3278 m² e la costa lunga 251 m.
Nella parte alta centrale di Cajola nidifica il gabbiano reale nordico (Larus argentatus) e nelle zone più basse il marangone dal ciuffo (Phalacrocorax aristotelis).